# Isla Gobierno
La isla Gobierno (en inglés: Government Islet) forma parte del archipiélago de las Malvinas, que según la Organización de las Naciones Unidas (ONU), está en litigio de soberanía entre el Reino Unido, quien la administra como parte del territorio británico de ultramar de las Malvinas, y la Argentina, quien reclama su devolución, y la integra en el departamento Islas del Atlántico Sur de la provincia de Tierra del Fuego, Antártida e Islas del Atlántico Sur. 
Esta isla se encuentra al norte de la Isla Gran Malvina; y al noroeste de la isla de Borbón y de la isla Rasa. Sin embargo se ubica por fuera de la cercana bahía de la Cruzada. También se halla al sudeste de la isla Los Hermanos y del arrecife de la Cruzada.
El extremo norte de la isla es uno de los puntos que determinan las líneas de base de la República Argentina, a partir de las cuales se miden los espacios marítimos que rodean al archipiélago.
Por su nombre similar, no se debe confundir con la Isla Gobernador que está entre las islas San José y la San Rafael de este archipiélago.